# Jan Prasek
Jan Prasek (ur. 24 stycznia 1952 w Raciborzu) – polski lekkoatleta średniodystansowiec.
Ukończył I Liceum Ogólnokształcące im. Jana Kasprowicza w Raciborzu.
Specjalizował się w biegu na 1500 m. Na mistrzostwach Europy w 1971 w Helsinkach odpadł w eliminacjach na tym dystansie. Na halowych mistrzostwach Europy w 1972 w Grenoble zajął 6. miejsce na 1500 m.
Był wicemistrzem Polski w biegu na 1500 m w 1971. Był rekordzistą Polski juniorów w tej konkurencji.
W latach 1971–1972 startował w pięciu meczach reprezentacji Polski w biegu na 1500 m, bez zwycięstw indywidualnych.
Rekordy życiowe:
- bieg na 1500 m – 3:41,1 (3 sierpnia 1972, Warszawa)[6]

Był zawodnikiem Spójni Racibórz. Jest spowinowacony z Urszulą Prasek z d. Szymańską, znaną lekkoatletką, specjalistką biegów długodystansowych, mistrzynią i reprezentantką Polski